# Ukrajinski upor med rusko invazijo v Ukrajino 2022
Med rusko invazijo v Ukrajino leta 2022 je Rusija zasedla velike dele Ukrajine. Nekatera ozemlja, natančneje deli Doneške in Luganske oblasti ter celotna Avtonomna republika Krim, so bila pod rusko okupacijo že od leta 2014. Po poročanju The Guardian so se partizanske skupine začele organizirati poleti 2021 pod vodstvom ukrajinskih specialnih sil. Po začetku invazije so ti postali aktivni na rusko okupiranih ozemljih ter mestih, kot sta Herson in Melitopol.

## Uporniško gibanje
Župan rusko okupiranega Melitopola Ivan Fedorov je 21. aprila v televizijskem intervjuju povedal, da so po podatkih ukrajinske obveščevalne službe ukrajinski partizani z nočnimi zasedami v mestu ubili 100 ruskih vojakov, predvsem patrulje ruske policije. Feodorov je tudi trdil, da se ruska vojska s partizani bori, saj je večina Meltipolčanov proti ruski prisotnosti.
26. aprila je guverner Mikolajvske oblasti Vitalij Kim povedal, da je v  Hersonski oblasti odpor proti ruski vojski prisoten že dva meseca in da so ukrajinski partizani v regiji ubili 80 ruskih vojakov.
28. aprila je Kanal 24 poročal, da so partizani v okupirani Novi Kahovki pustili transparent s sporočilom na drogu v mestu s sporočilom: "Ruski okupator! Vedite! Kahovka je Ukrajina! Blizu smo! Naši ljudje že delajo tukaj! Smrt te čaka! Kahovka je Ukrajina!"
30. aprila so pripadniki tako imenovane Berdjanske partizanske vojske (BPA) na Telegramu objavili videoposnetek, v katerem pozivajo ruske čete, naj zapustijo Berdjansk. Napovedali so, da bodo organizirali svoje sile in da so "pripravljeni na izstop iz sence". Račun te organizacije je bil med invazijo uporabljen za zbiranje in prikazovanje dokazov o ruskih zločinih v mestu in informacij o kolaborantih z rusko vojsko v Berdjansku.
13. maja je ukrajinski minister za obrambo Oleksij Reznikov spregovoril o porazih in težavah ruskih čet v Ukrajini od začetka invazije. Reznikov je govoril tudi o partizanih v Hersonu, Melitopolu in drugih krajih ter jih označil za "pomemben prispevek k skupni zmagi".
22. maja so ukrajinski partizani v okupiranem Enerhodarju detonirali eksploziv pred stanovanjsko stavbo, kjer se je nahajal rusko nastavljeni župan mesta Andrej Ševčik. Ševčik in njegovi telesni stražarji so utrpeli poškodbe različnih resnosti, Ševčik pa je pristal na intenzivni negi. Najprej so ga odpeljali v bolnišnico v Enerhodar in nato v drugo bolnišnico v Melitopol.
Konec maja je bilo v tednu od 30. maja do 5. junija na mejnem prehodu Zernovo na severu Ukrajine ubitih šest ruskih obmejnih stražarjev, ko so jih napadli ukrajinski partizani. Dva dni pozneje je v bližini pisarne Jevhena Baltskega, proruskega uradnika in de facto župana Melitopola, eksplodirala bomba.